# Novake, Vojnik
Novake este o localitate din comuna Vojnik, Slovenia, cu o populație de 79 de locuitori.